# Stadtbefestigung Alcúdia

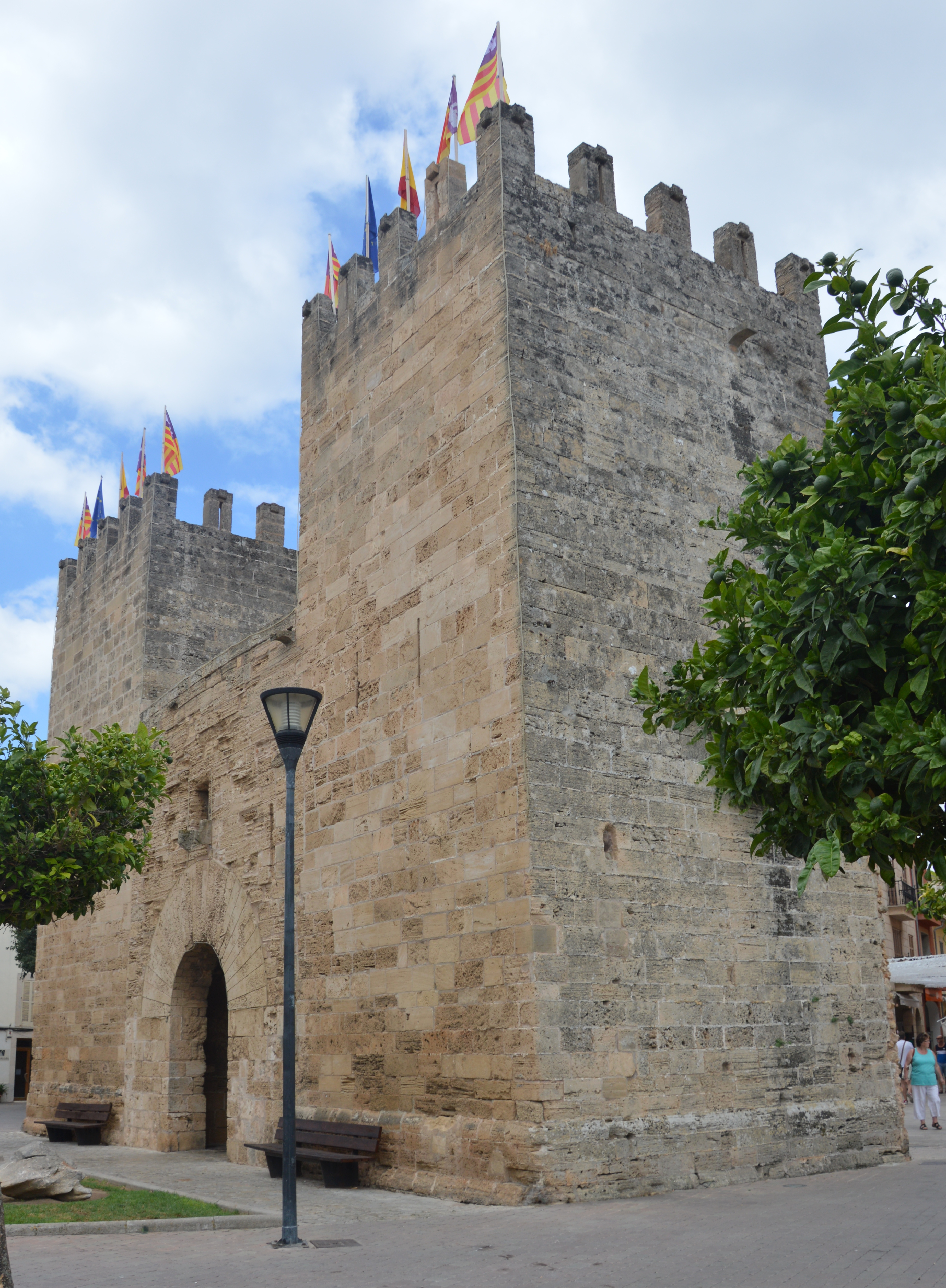
Stadtbefestigung Alcúdia, Porta del Moll

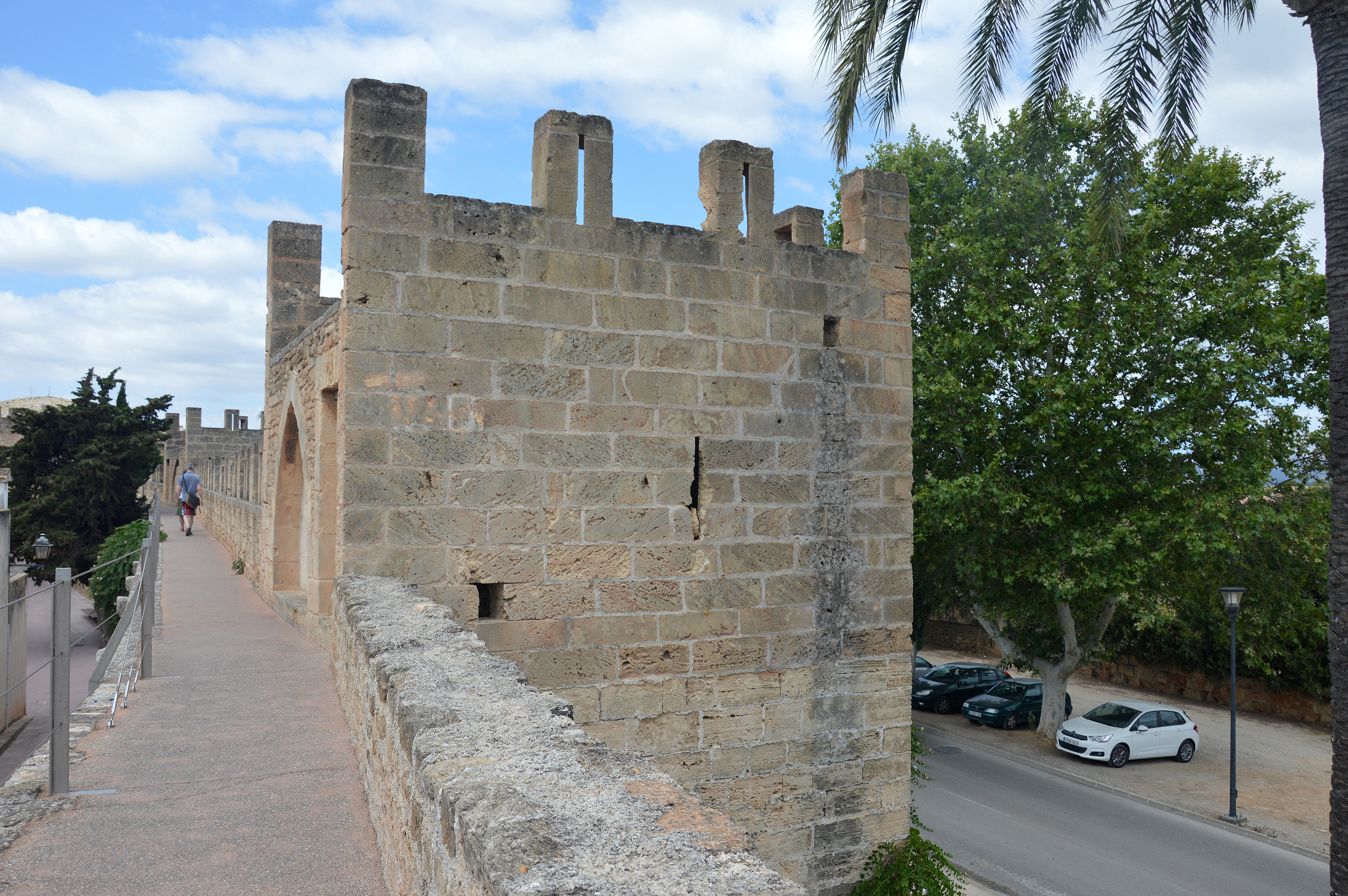
Begehbarer Teil der Stadtbefestigung

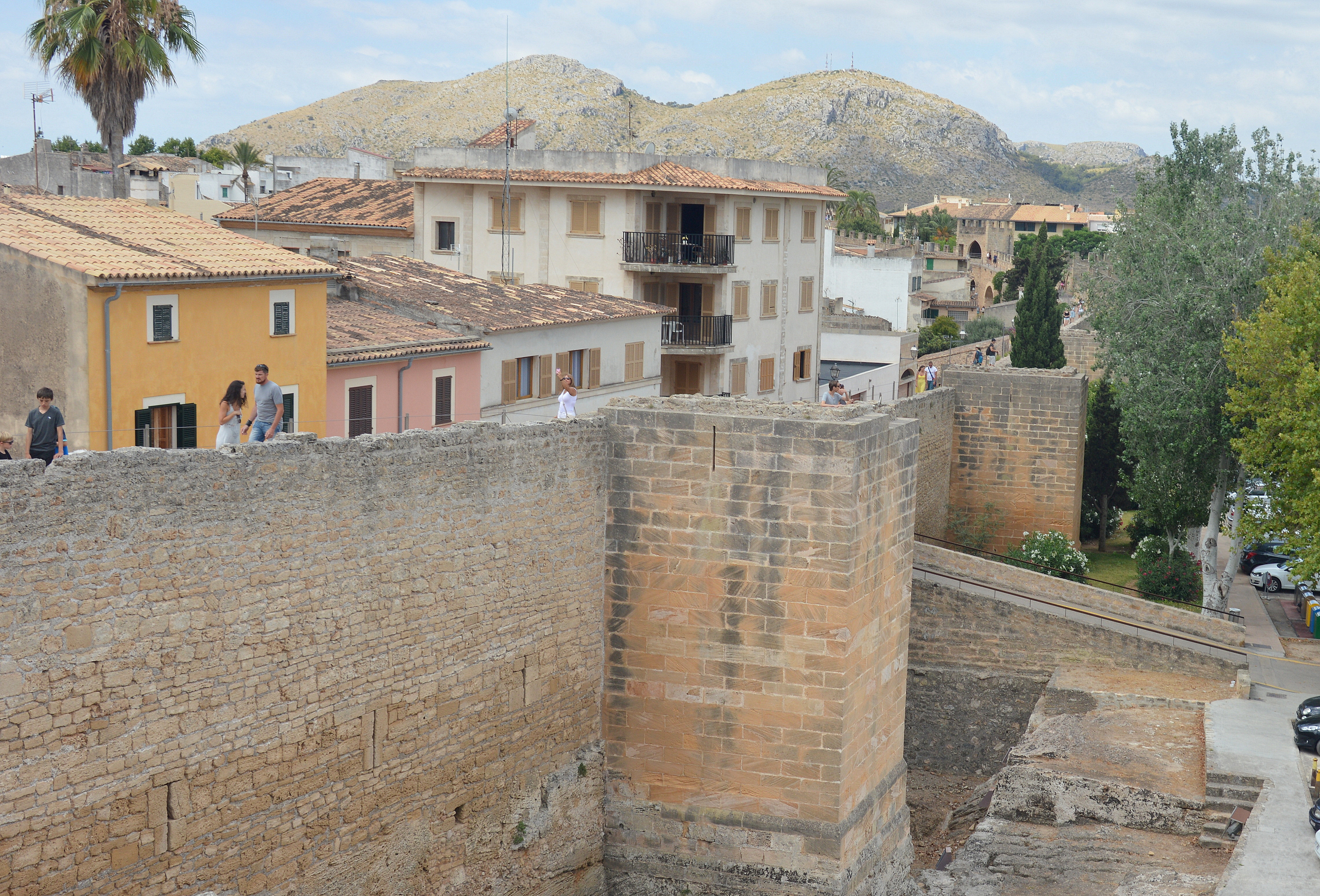
Blick auf die Außenseite

Die Stadtbefestigung Alcúdia (katalanisch: Murada d’Alcúdia) ist die denkmalgeschützte Stadtbefestigung der spanischen Stadt Alcúdia im nördlichen Teil der Mittelmeerinsel Mallorca.

## Architektur und Geschichte
Der Bau der Stadtmauer begann zum Ende des 13. Jahrhunderts und ging auf einen Entwurf des Königs Jakob II. zurück.
Die Stadtmauer weist einen quadratischen Grundriss auf und hat eine Gesamtlänge von 1,5 Kilometern. Gesichert wurde sie mit 26 Türmen. Die Mauer wurde ohne Verwendung von Mörtel gemauert und ist weitgehend erhalten. Ihre durchschnittliche Höhe beträgt sechs Meter. Es bestehen zwei Stadttore, das an der Straße nach Palma im Westen gelegene Porta de Santa Sebastià und das östliche, zum Hafen führende, Porta del Moll. Im Bereich des Porta de Santa Sebastià ist die Mauer für die Öffentlichkeit begehbar.
Die Stadtbefestigung diente vor allem zum Schutz vor Piratenüberfällen, wurde jedoch mehrfach überwunden. Im 17. Jahrhundert ließ König Philipp IV. einen weiteren sternförmigen Befestigungsring um die Stadt legen. Dieser modernere Ring verfügte über dreieckige Bastionen. Der zwischen beiden Ringen vorhandene Zwischenraum wurde als Ringweg genutzt. Der äußere Ring wurde jedoch später wieder entfernt und ist bis auf geringe Reste nicht erhalten. Die am Porta de Santa Sebastià zu erkennende Jahreszahl 1660 geht auf diese Zeit zurück.
Im örtlichen Denkmalverzeichnis ist die Stadtbefestigung Alcúdia unter der Nummer RI-53-0000037 registriert.